# Francesca Porcellato
Francesca Porcellato (Castelfranco Véneto, Italia, 5 de septiembre de 1970) es una deportista italiana con discapacidad que ha competido a nivel internacional en tres deportes diferentes.

## Biografía
Porcellato se cayó cuando tenía 2 años y se rompió la espalda. La caída la dejó paralizada. Además de participar en los Juegos Paralímpicos, es una de las dos ganadoras de cuatro carreras de sillas de ruedas en el Maratón de Londres, mérito compartido con la estadounidense Tatyana McFadden. Ha competido en carreras de sillas de ruedas en todos los Juegos Paralímpicos de Verano desde 1988 hasta 2008, y en 2006 participó en los Juegos Paralímpicos de Invierno en esquí de fondo. Ha ganado un total de dos medallas de oro, tres de plata y cinco de bronce, todas en atletismo.  Ganó la medalla de plata en la carrera T54 de 800 metros en los Juegos Mediterráneos 2009.

## Carrera
Comenzó su carrera deportiva como piloto de silla de ruedas compitiendo en seis Juegos Paralímpicos de Verano antes de cambiarse al esquí de fondo, donde ganó una medalla de oro en los Juegos Paralímpicos de Invierno de 2010 en el evento de 1   km. En 2015, se convirtió en doble campeona mundial de ciclismo en UCI en el evento de triciclo manual H3 en Nottwil, Suiza.

## Participaciones paralímpicas
Ha participado en diez ediciones de los Juegos Paralímpicos, siete de verano y tres de invierno. Fue la portadora de la bandera de Italia en Vancouver 2010. 
- Juegos Paralímpicos de Verano 1988
- Juegos Paralímpicos de Verano 1992
- Juegos Paralímpicos de Verano 1996
- Juegos Paralímpicos de Verano 2000
- Juegos Paralímpicos de Verano 2004
- Juegos Paralímpicos de Invierno 2006
- Juegos Paralímpicos de Verano 2008
- Juegos Paralímpicos de Invierno 2010
- Juegos Paralímpicos de Invierno 2014
- Juegos Paralímpicos de Verano 2016